# Armageddon (aespa專輯)
《Armageddon》是韓國女子音樂組合aespa的首張韓語正規專輯，是組合出道3年半後發行的首次正規專輯，由SM娛樂製作，於2024年5月27日發行。亦是繼2023年11月10日《Drama》時隔6個月發行的專輯。專輯共收錄10首歌曲，包含5月13日下午6點發行的第1首主打歌曲〈Supernova〉，以及5月27日下午6點發行的第2首主打歌曲〈Armageddon〉和全專歌曲。

## 製作
《Armageddon》不僅是aespa出道4年的首張正規專輯，同時更展現出屬於aespa的音樂和世界觀第2季故事。第1季世界觀描述aespa同時存在於數位世界和真實世界「Real World」聯手「nævis」消滅了「Black Mamba」結束「SYNK OUT」故事。第2季的世界觀將擴張Multiverse，而從這張專輯開始，往後都將以此世界觀為主要概念，並計畫以此世界觀為基礎下的每張專輯展現出不同風格的aespa。
對於籌備4年的正規專輯，ONE Production製作團隊5月25日接受採訪時總監崔成宇談及「我們從一開始就以雙主打歌曲為專輯製作目標，過程中收集ONE Production工作人員以及成員們的意見，進行統整後選擇能表達出專輯方向的歌曲。」5月27日，團體於韓國首爾Blue Square萬事達卡大廳舉行記者訪談會並於現場演唱新歌。在回歸記者會中成員WINTER表示「在籌備專輯過程中最重要的是aespa的音樂風格非常鮮明，所以過程中成員們和製作團隊從出道曲到目前為止發行過的所有歌曲做了綜合檢視，並一起思考討論什麼樣的歌曲最符合『aespa』，並將歸納出的重點方向著手進行製作規劃。」並進一步表示「因為是首張正規專輯，所以想嘗試最符合『aespa』的音樂風格。」成員KARINA表示「上次舉行記者會時曾說過，如果發行正規專輯的想製作百分之百都滿意的專輯，雖然在籌備過程中會有著些許遺憾的地方，但對於主打歌曲是非常有信心的。因為這張專輯是團體和製作團隊用盡全力製作的專輯，還請各位多多支持。」
成員KARINA表示「先前成員WINTER曾將〈Supernova〉比喻成「罐裝（깡통）罐頭」味道的歌曲，而〈Armageddon〉是像「泥土味（土味）（흙），覺得這個比喻很準確。剛開始聆聽可能會覺得乾澀且深沉，但會越聽越上癮的歌曲。」成員WINTER表示「許多人都會提及aespa的歌曲有著「金屬味（鐵味）（쇠맛）這張專輯中除了金屬味以外還有輕快的舞曲和流行樂曲等多樣化的音樂類型。」
很多人詢問隨著多重宇宙的擴張是否代表aespa已脫離KWANGYA 並與各自「æ」虛擬角色分道揚鑣，對此成員WINTER表示「因為我們的世界觀擴張到多重宇宙，未來將如何展現多重世界的多樣化和製作更具規模的主題概念還請各位多多期待。」接著表示「aespa第二季的世界觀從首張正規專輯開始，感到很有特殊意義。」
對於先行發行的主打歌曲〈Supernova〉獲得國內外好評並取得Perfect all-kill的成績，對此成員GISELLE表示「很開心〈Supernova〉受到這麼多人的喜愛。」成員NINGNING表示「能獲得這麼好的結果感到很開心，一直都滿懷感激的感謝粉絲們和製作團隊在旁的幫助。」
此外，對於近年來音樂界走向以輕鬆流行樂潮流時，aespa則透過Hard Listening取得成功一事。對此成員KARINA表示「我認為，比起將我們的歌曲區分為『Easy Listening』或者『Hard Listening』，我們更想區分為這是屬於『aespa』的音樂風格。」並補充道「我們會透過收錄歌曲展現出多種不同音樂類型的歌曲，但對於主打歌曲我們希望能保有我們自己的風格。」
ONE Production總監趙宇哲（조우철）、崔成宇（최성우）在6月11日接受採訪時提及選擇〈Supernova〉為專輯第1首主打歌曲的理由是，透過〈Supernova〉講述新的世界觀故事和概念較於合適，而〈Supernova〉的整體歌曲構成相較於〈Armageddon〉更能吸引目光和提高大眾關注度。並進一步補充，〈Supernova〉是展現aespa有著無限可能和潛力的作品；〈Armageddon〉是展現最貼近aespa形象的作品，想透過該歌曲建立出「我」和「我們」相互信任與團結的形象。對於該張專輯不論是銷量或者是串流都有好的結果，對此崔成宇總監表示「是成員們和製作團隊同心協力，齊心讓音樂、舞蹈、照片、音樂錄影帶等多樣化的內容，結出美好的成果。」補充道「在更改為製作中心後，職員們不斷地累積經驗，不論是團隊中創意如何相互交流並實踐，到企劃、製作、宣傳行銷，每個階段都進行得很順利。」趙宇哲總監表示「成員們在過程中提出很多想法和意見，透過這樣互相交流的方式，歌曲、企劃方向等事前規劃目標很明確。因為方向目標很明確，所以我認為應該有順利的傳遞給大眾，所以才會產生好的結果。」

## 記事
在5月27日記者會中，記者提問「團體在準備回歸的時候，是否會因為「閔熙珍—HYBE事件」中的『에스파 밟으실 수 있죠?（可以把aespa踩在腳下吧?）』訊息因此被各種新聞圍繞會而感到負擔嗎」，對此成員KARINA表示「知道相關事件，因為是我們首張正規專輯，團體在粉絲們加油聲和關愛下努力練習並認真準備著。且我們相信會受到大眾們的喜愛是因為我們努力在活動，對於正規專輯被這麼多人喜愛感到開心，非常感謝社會大眾的關心並想對辛苦練習的成員們和SM ONE Production表達感謝。」成員WINTER進一步表示「沒有思慮太多的想法，比起有著『深思熟慮』的想法，把它想成『我們首張正規專輯應該會很順利吧』的想法。」對於部份人產生事件是否影響NewJeans和aespa彼此的關係而感到擔憂的聲音，對此，成員KARINA表示「我們最近有在音樂節目後台見面，彼此都有互相問好和表達愛意，相處之間沒有問題，完全沒有需要擔心的問題。」對於NewJeans回歸後主打歌曲〈Supernova〉仍取得音樂榜單一位，KARINA表示「有知道這件事，我們只專注於我們的活動。很感謝大眾這麼喜愛〈Supernova〉。」成員NINGNING進一步表示「音樂是很主觀的，與其說是『競爭』應該說我們是與過往的我們競爭。所有藝人都有屬於自己的風格和魅力，我認為這是無法去互相比較和替代的。」
記者會最後提到是否有想去的海外舞台，成員提到「幾年前我們曾前往參與科切拉音樂節，但當時準備的時間不夠有遺憾的地方，若之後有機會再次前往參與的話努力準備的話應該會很好。」
此外，對於日前因校慶演唱使用手持麥克風引發話題，成員WINTER表示「自從我成為練習生後的訓練課程經常使用手持麥克風參加社內各種月內評價發表會，評價過程直接現場清唱的方式演唱。」6月2日出演《JTBC新聞室》時，成員WINTER表示「在我們出道前以邊跑邊唱的方式練習唱歌，或者是看著前輩們的影片練習該如何分配歌唱體力等訓練課程，並進行評價發表會。」

## 發行背景
2024年2月8日，SM娛樂宣佈aespa計畫在第2季以正規專輯回歸。3月15日，韓國媒體在仁川機場拍攝到aespa出國行程，據悉是前往泰國曼谷拍攝專輯相關影片，於19日完成拍攝行程。同月27日，韓國媒體獨家報導表示：「aespa將在5月份回歸，目前正在為新專輯做最後準備工作。」對此，SM娛樂表示：「目前還沒有確定任何相關行程，但確實會在第2季回歸。詳細的日程會在之後宣佈。」4月22日，aespa透過官方社群平台發佈「Armageddon INTRO」影片並宣佈於5月27日回歸。
5月1日，公開概念影片「Launch Code」、「Launch Code」成員概念照和宣傳日程表。2日，透過官方社群平台發佈成員拍攝 Launch Code幕後花絮並附上「aespa Armageddon Launch Code Behind The Scenes」上下顛倒的特殊文字。3日，公開前往泰國拍攝的「Launch Code」幕後拍攝花絮影片。
5月7日，公開成員WINTER、GISELLE概念影片「Superbeing」和概念照。8日，公開成員NINGNING、KARINA概念影片「Superbeing」和概念照。9日，公開團體「Superbeing」概念照。
5月10日，公開專輯音樂試聽，以CD播放機和首張迷你專輯《Savage》P.O.S (Case Ver.)的型態播放歌曲。
5月12日，公開雙主打歌曲〈Supernova〉音樂錄影帶預告和概念照。13日下午2點公開多重宇宙劇集「aepisode #1 [No Normal]」概念影片，下午6點公開〈Supernova〉歌曲和音樂錄影帶，並於同日公開概念照。
5月15日至17日，依序公開3首收錄以「Universe」為主題的Track Video，15日公開收錄歌曲〈Long Chat (#♥)〉和歌曲概念照。16日公開收錄歌曲〈Licorice〉和歌曲概念照。17日公開收錄歌曲〈Live My Life〉和歌曲概念照。在多重宇宙影片中將展現aespa的多樣魅力與不同的樣貌。
5月20日至22日，公開專輯「Find The Authentic」概念主題。20日，公開第一波「Find The Authentic」團體影片和概念照。21日，公開第二波「Find The Authentic」成員概念影片。22日，公開第三波「Find The Authentic」概念照，同日公開多重宇宙劇集「aepisode #2 [MY POWER]」成員能力概念影片。
5月23日，公開「MY POWER」組合與成員概念照。24日，公開「Unknown」組合與成員概念照。
5月26日，透過SMTOWN官方YouTube頻道公開第2首主打歌曲〈Armageddon〉MV預告和成員MV概念照。
5月27日，下午6點透過SMTOWN官方YouTube頻道公開第2首主打歌曲〈Armageddon〉MV，同時公開全專輯音樂。同天正式發行《Armageddon》實體專輯。
6月12日，公開多重宇宙劇集「aepisode #3 [aespa came back home]」影片，是延續正規專輯《Armageddon》到日文專輯《Hot Mess》的世界觀，片尾是〈Hot Mess〉音樂片段。同月20日，凌晨12點透過SMTOWN官方YouTube頻道公開專輯收錄歌曲〈Live My Life〉音樂錄影帶，該影片是與KB國民銀行合作拍攝。同時是團體出道以來第一支拍攝收錄歌曲的音樂錄影帶。

## 概念
aespa ONE Production製作中心總監趙宇哲（조우철）、崔成宇（최성우）在5月25日接受採訪時說明如何籌備專輯製作概念和如何進行行銷宣傳。該專輯以多重宇宙為aespa第2季世界觀故事的開端，隨著世界觀向多重宇宙擴張，提出「我」本身就是世界亦是「Only I Can Define Myself（只有我能定義我自己）」的宣傳標語並以此為基礎，「我」的世界和可能存在於其他世界的「我」相遇產生「真偽」的混亂感。混亂過後，決定勇於面對「我」的故事，是個探討身分認同的問題。從先前公開的主打歌曲〈Supernova〉音樂錄影帶和Track Video的「Universe」、「aepisode」、「Find The Authentic」等多樣化的跨媒體敘事宣傳影片，試圖透過多樣化的影片與專輯主題契合。
總監崔成宇表示「為了打造整個5月是aespa的月份，從一開始公佈的LOGO、INTRO影片、風格形象再到音樂錄影帶，企圖以多樣化的視覺效果提高專輯整體豐富度，團隊力求把全新的世界觀故事線完整且清楚的呈現。」接著，總監趙宇哲表示「因為我們想說的故事方向設定很明確，期望粉絲們能直接或間接透過一層一層堆疊發佈的內容到最終發佈的內容，都能一起享受沉浸其中並產生共鳴。除了影片、照片以外，為了能有效並完整呈現概念，運用多種視覺特效技術，提供故事的線索藉此增加沉浸感，製作團隊再加上只有aespa成員能傳達的內容，彼此的協同效應提高製作與宣傳的效果。」
隨著專輯概念影片「Launch Code」等相關照片和影片公開，製作團隊運用aespa官方網站的宣傳手法呈現專輯整體概念，使用者點擊進入「connect channel」可以看到「Armageddon」和「Supernova」主打歌曲的logo圖，利用專輯名稱「ARMAGEDDON」英文單字依序點選能看到製作成監視器的分割螢幕頻道。
- A ch：專輯宣傳日程表[64][65]上述影片在5月26日公開〈Armageddon〉音樂錄影帶預告影片後被替換。倒數計時的數字也從白色變成紅色。
- R ch：概念影片「Launch Code」[64][65]
- M ch：該頻道原先以動圖顯示第1個類似彗星的動圖；第2個以人類進化論方式呈現從蟲洞、地磁場到凱斯勒現象；第3個以監視器畫面特寫眼睛部份並在瞳孔部份的人影標注「WATCH OUT!」。[64][65]上述影片在5月7日至8日公開成員概念影片「Superbeing」影片後被替換，點擊成員代表符號後出現概念照。
- A ch： 該頻道原先以專輯logo圖[64][66]，在5月10日公開專輯音樂試聽後被替換。[35]
- G ch：該頻道原先以專輯logo圖[64][66]，在5月13日公開第1首主打歌曲〈Supernova〉後被替換，點擊製作的「on」、「off」能看到成員代表符號的眼球變異和成員概念照。
- E ch：以新聞畫面有著「麥田圈」的奇異圖案，標題為新聞快訊「揭開宇宙的祕密。4名少女表示有點荒謬的理論？是新發現嗎？」[64][66]，在5月15日公開收錄歌曲〈Long Chat (#♥)〉Universe後被替換，點擊製作的爆米花圖示可以看到更多「宇宙的祕密」。[67][68][69]
- D ch：畫面中以不明發現物呈現，文字上寫著[70]

警告（WARNING）未知的外星生物出現（UNKNOWN ALIEN CREATURE HAS APPEARED）未知的生命型態正在操控著人們的味覺，若您有發現任何可疑的情況，請您立刻通知aespa。（An Unknown Life Form Is Manipulating People's Senses Of Taste.if You Notice Any Suspicious Patterns, alert Aespa Immediately.）——aespa
以上畫面和文字在5月16日公開收錄歌曲〈Licorice〉Universe後被替換成互動式網頁，使用者點選以下步驟將會播放〈Licorice〉Universe影片。點選錯誤將會跳回步驟1。
1. 未知的外星生物出現
（UNKNOWN ALIEN CREATURE HAS APPEARED）
未知的生命型態正在操控人們的味覺，若您有發現任何可疑的情況，請您立刻通知aespa。
（An Unknown Life Form Is Manipulating People's Senses Of Taste.if You Notice Any Suspicious Patterns, alert Aespa Immediately.）點選電話圖示   2. HELLO, THIS IS aespa. 2-1. 點擊選擇 I FOUND AN ALIEN CREATURE! 2-2. What does it look like?  2-3. 點擊  Yellow 、 PURPLE 、 MINT + CHOCO   2-4. 點選  Yellow 、 PURPLE  2-4-1. 這項物體不是危險的物體，若您發現更多的危險，請您致電我們。（It's not a dangerous object. If you find more risks, call us.），並跳回步驟1。 2-5. 點選  MINT + CHOCO ，播放〈Licorice〉Universe影片。
- D ch：以另一種型態的麥田圈出現。[70]上述影片在5月17日公開收錄歌曲〈Live My Life〉Universe後被替換，點擊製作的星星顏色圖示，可以看到更多〈Live My Life〉拍攝現場照片。[73]

- O ch：一段監視器畫面突然間消失，並出現未知圖案。[70]上述圖片在5月20日公開「Find The Authentic」相關影片和照片後被替換成互動式網頁，以reCAPTCHA圖靈測試身分驗證方式，若選擇正確將會播放「Find The Authentic」影片和概念照。選擇錯誤將會顯示「FAIL」。點選頻道內的報紙週刊的網頁廣告和驗證碼會看到相關超自然現象報導。

Verify Your Identity （驗證您的方式）
 Select all images with Authentic aespa Click verify once there are non left.（選擇完 Authentic aespa後，確定後點擊驗證。）
- N ch：未知圖案以煙霧方式呈現並利用視覺暫留讓中間部份逐漸加黑。[70]上述圖片在5月23日公開「MY Power」概念照後被替換。

### 多重宇宙
5月15日，公開多重宇宙第1部收錄歌曲〈Long Chat (#♥)〉Universe，在影片中aespa是生活在某個時空的科學家一起共同研究從天而降的爆米花，成功種植玉米後讓玉米搭乘太空梭衝破大氣層進入外太空後變成爆米花的演變過程是個奇幻又奇趣的影片。
5月16日，公開第2部多重宇宙收錄歌曲〈Licorice〉Universe，影片中以在韓國好惡分明的薄荷巧克力和歌曲名稱的甘草糖同樣有著好惡分明的食物為主要背景故事，薄荷巧克力因故成為怪物與飾演特攝戰隊的aespa展開決鬥，最終薄荷巧克力怪物邀請aespa成員品嚐薄荷巧克力的故事是個有趣又詼諧的影片。
5月17日，公開第3部多重宇宙收錄歌曲〈Live My Life〉Universe，影片中aespa是在某個時空的樂團，為了找尋自由人生一起出發前往某個地點，尋找途中成員親自拍攝影像，是部有著青春帶點青澀的影片。

### 音樂錄影帶
5月29日，SM One Production音樂錄影帶製作組接受採訪時表示「《Armageddon》是aespa從虛擬和現實擴張到多重宇宙新篇章而製作的專輯，MV製作組為了如何從「Launch Code」到〈Armageddon〉擁有連貫性，考慮了很多事宜。」〈Supernova〉和〈Armageddon〉雖是專輯雙主打歌曲，但在歌曲風格是完全不同的類型。MV製作組補充道「MV是展現『aespa』有著無限可能性的方式」。〈Armageddon〉MV裡運用在〈Supernova〉透過超越性覺醒後擁有「Super（Super Being)」超能力的aespa，當擁有超能力的「aespa」，遇到存在於因AI而毀滅的空間而產生惡童的「aespa」，這來自不同兩個空間的「aespa」相遇後覺醒並互向認同彼此存在的內容。是個貫穿〈Supernova〉、〈Armageddon〉和專輯的宣傳標語「Only I Can Define Myself（只有我能定義我自己）」故事。製作組表示「我們沒有選擇使用故事劇情的敘事方式拍攝，而是選擇以『壓縮圖像』的排列方式，是為了展現歌曲的嘻哈風格和在表演歌曲時的能夠『相互映照』而採用的方式。」
5月27日下午6時透過SMTOWN官方YouTube頻道發佈主打歌〈Armageddon〉MV並透過各大串流媒體公開歌曲。在〈Armageddon〉MV公開後受到外界高度好評與討論，歌曲MV以電影規模製作，後製團隊運用大量的視覺特效，比如3D模型、電腦合成影像渲染結合AI動畫等多種影音技術，再加上造型團隊的化妝技術、髮型設計、服裝和美甲設計等呈現出華麗時尚的怪誕美學。
〈Armageddon〉是以「陌生帶來恐懼」為製作重點的MV，總時長為3分22秒的音樂錄影帶，可以感受到成員們華麗的視覺加上整體營造的氛圍是華麗時尚但帶點怪異的神秘科幻影片。由於〈Armageddon〉是該專輯的最後篇章，MV製作組在策劃時就想規劃出能再更進一步強化aespa的世界觀和展現出aespa團體團結的內容。雖然〈Supernova〉是以強調成員能力的MV為主，但兩首MV的共同點是皆有使用reCAPTCHA圖靈測試是否為機器人的辨識系統身分驗證方式，展現製作團隊想打造從音樂、表演、概念、內容、視覺等皆有專輯主題的連貫性並強化整體的豐富度和保有的「aespa」的獨特性。

## 歌曲介紹
- 〈Supernova〉：作為專輯雙主打歌曲之一，由知名歌曲創作者Kenzie參與作詞作曲，是由大鼓和貝斯為主的舞曲。歌詞則描寫「把開啟不同次元的事件比喻為「（超新星（초신성））Supernova」，預告著屬於aespa的音樂曲風和世界觀第2季正式啟動。」[77]
- 〈Armageddon〉：是首有著強烈電子重低音的嘻哈舞曲，歌詞將貫穿專輯主題「Only I Can Define Myself（只有我能定義我自己）」，將能更加展現屬於aespa的音樂曲風。[78]
- 〈Set The Tone〉：是首嘻哈舞曲，歌詞描寫「我們的音樂都將主導所有氛圍」。[79]
- 〈Mine〉：是首簡約沉重感的808 Bass為主的嘻哈舞曲，歌詞描寫「認知到內心的恐懼是虛構的，如何面對隱藏真正的自己。」以克服心理創傷為主的故事。[79]
- 〈Licorice〉：由電吉他和強烈的陷阱音樂組成的舞曲，歌詞描寫「將有著奇怪魅力的人比喻為甘草糖。」[45]
- 〈BAHAMA〉：是首以吉他組成的有著愛爾蘭風格的輕快歌曲，歌詞描述「對日常生活感到厭倦的朋友，立刻與朋友一起前往休閒渡假地點」的故事。
- 〈Long Chat (#♥)〉：是首輕鬆活潑的歡樂歌曲，歌詞是描寫「與好友整晚相談甚歡的談話。」[43]
- 〈Prologue〉：是首Pop music曲風，歌詞「終結對於未來的擔憂，往後的人生將以自己的節奏過活。」傳達溫暖的訊息。[80]
- 〈Live My Life〉：是首以吉他為基底組成的流行龐克曲風，歌詞描寫「人生沒有所謂的正確答案，要過著擺脫現有框架獨立的自主生活。」[51]
- 〈聲音（목소리；Melody）〉：是首以鋼琴和弦樂組成的抒情歌曲，歌詞描寫「一天結束的時候，腦海裡自然而然地想起粉絲們（MY）」傳遞了對粉絲們真心的感謝之意。同時亦是aespa繼《MY WORLD》收錄曲〈'Til We Meet Again〉和《Drama》收錄曲〈You〉後的第三首粉絲歌曲。[80]

## 宣傳
為了預熱aespa首張正規專輯的宣傳，發行日當天下午5點透過aespa官方YouTube、TikTok、Weverse頻道進行《aespa Armageddon Countdown Live》紀念回歸直播節目，節目中預計能搶先收聽歌曲、介紹歌曲和分享專輯籌備的幕後花絮等相關內容。
5月20日，SM娛樂宣佈將在5月28日至6月9日舉行「aespa WEEK – Armageddon : The Mystery Circle」快閃店。該活動將打造正規專輯《Armageddon》主題氛圍，展場內將展出「對存在於多重宇宙的自己感到混亂」的空間，預計能更進一步的體驗aespa世界觀。此外，活動設有與成員拍攝四格照機台、拍攝主打歌曲〈Armageddon〉舞蹈挑戰區域和販售正規專輯和週邊的等多樣化的空間。
除了進行打歌宣傳外，6月10日，SM娛樂表示aespa將播出自製團體綜藝《aesparty》，節目中將公開團體在鄉村渡假、體驗女子高中、汗蒸幕等多樣化的派對主題概念，預計將能展現成員們真實的化學反應和不同於舞台上的反轉魅力，於2024年6月14日至8月2日（共8集）每週五晚間8點在aespa YouTube頻道播出。
為了延續專輯熱度，團體舉行第二次巡迴演唱會《2024 aespa LIVE TOUR - SYNK：PARALLEL LINE》演出於2024年6月29日以韓國首爾開始，於同年9月30日在泰國曼谷結束。

## 專輯版本
專輯發行7種版本，包含Authentic版、Zine版、MY Power版、Poster版、Superbeing版、SMini版、CDP版。5月24日aespa社群平台宣佈將於7月19日發行CDP特別版本，該版本是以CD播放機的型態內建藍牙功能，是款結合現代科技的多功能CD播放機。
- Authentic版：封面1款（隨機給，共2款）、CD、明信片1款、摺疊海報、個人小卡1張（隨機給，共4款）、團體小卡1張。[87]
- Zine版：封面1款、CD、寫真冊1組、摺疊海報1張、明信片3款（隨機給，共9款）、個人小卡A組1張（隨機給，共4款）、個人小卡B組1張（隨機給，共4款）、貼紙2款（隨機給，共10款）。[88]
- MY Power版：封面1款（隨機給，共5款）、CD、寫真冊1款（共5款，給予對應封面的寫真冊）、摺疊海報1張（隨機給，共2款）、個人小卡1張（隨機給，共4款）、貼紙。[89]
- Poster版：封面1款（隨機給，共4款）、CD、明信片1款（共4款，給予對應封面的寫真冊）、摺疊海報1張（隨機給，共2款）、個人小卡1張（隨機給，共4款）、貼紙（隨機給，共2款）。[90]
- Superbeing版：封面1款（隨機給，共4款）、CD、寫真冊1款（共4款，給予對應封面的寫真冊）、3D變換明信片1款（隨機給，共4款）、摺疊海報1張（隨機給，共2款）、個人小卡1張（隨機給，共4款）、貼紙5款（隨機給，共10款）[91]
- SMini版：封面1款（隨機給，共4款）、Music NFC CD、個人小卡1張（隨機給，共4款）。[92]
- CDP版：CD、CD播放機一台、個人小卡4張、團體小卡1張、貼紙10款、歌詞本。[93]

## 商業成績
5月27日，SM娛樂宣佈《Armageddon》專輯預購量達102萬張，是繼《Girls》、《MY WORLD》和《Drama》後，
第4張達成百萬銷量的專輯。除了實體專輯成績亮眼之外，在國際數位平台上《Armageddon》同樣取得優異的成績，發行首日隨即獲得Worldwide iTunes Album Chart（全球iTunes專輯榜單）冠軍。並同時登上包含美國、澳洲、加拿大、台灣、泰國、香港、印尼、馬來西亞等25個地區iTunes專輯榜獲得冠軍，突破團體自身最高紀錄。

## 曲目
| Armageddon | Armageddon             | Armageddon                                         | Armageddon                                                                             | Armageddon                    | Armageddon |
| 曲序       | 曲目                   |                                                    | 作曲                                                                                   | 编曲                          | 时长       |
| ---------- | ---------------------- | -------------------------------------------------- | -------------------------------------------------------------------------------------- | ----------------------------- | ---------- |
| 1.         | Supernova              | - KENZIE                                           | - KENZIE - Paris Alexa - Dwayne "Dem Jointz" Abernathy Jr.                             | - Dem Jointz                  | 2:58       |
| 2.         | Armageddon             | - 방혜현 (Bang Hye Hyun) - Ellie Suh (153/Joombas) | - EJAE - SUMIN - Waker(153/Joombas) - No Identity                                      | - No Identity                 | 3:16       |
| 3.         | Set The Tone           | - 조윤경                                           | - Ludwig Lindell - Daniel Caesar - Ylva Dimberg                                        | - Caesar & Loui               | 3:22       |
| 4.         | Mine                   | - 이은화(153/Joombas)                              | - Mike Daley - Mitchell Owens - Nicole "KOLE" Cohen - Adrian McKinnon                  | - Mike Daley - Mitchell Owens | 3:13       |
| 5.         | Licorice               | - 강은정                                           | - Daniel Davidsen - Peter Wallevik - Moa "Cazzi Opeia" Carlebecker - Karen Poole       | - PhD                         | 2:38       |
| 6.         | BAHAMA                 | - KENZIE                                           | - KENZIE - Jonatan Gusmark - Ludvig Evers - Moa "Cazzi Opeia" Carlebecker - Ellen Berg | - Moonshine - KENZIE          | 3:10       |
| 7.         | Long Chat (#♥)         | - 문설리                                           | - Stian Nyhammer Olsen - Live Rabo Lund-Roland - Nora Grefstad - Julia Finnseter       | - Stian Nyhammer Olsen        | 3:15       |
| 8.         | Prologue               | - Mola - 미아(153/Joombas)                         | - Gil Lewis - Micky Blue                                                               | - Gil Lewis                   | 3:14       |
| 9.         | Live My Life           | - Leslie                                           | - Sophia Brenan - Nick Hahn - Edvard Erfjord                                           | - Edvard Erfjord              | 2:39       |
| 10.        | 聲音（목소리；Melody） | - 이오늘                                           | - 밍지션 (minGtion) - Sophia Pae                                                       | - 밍지션 (minGtion)           | 3:07       |
| 总时长：   | 总时长：               | 总时长：                                           | 总时长：                                                                               | 总时长：                      | 30:52      |

## 製作團隊
名單來源：Instagram

| - 韓國團隊 - 導演 - 2eehyein（이혜인）(2eehyein film) - 執行製作 - Joo-hun Kim(LIMINAL) - 製片 - Seungwon Lee - 攝影 - Sangwoo Yun - 燈光 - Joonghyuk Jung - 美術 - NOMESS | - 泰國團隊 - 泰語助導 - Soraboon Nopphamasorachon(Mhong) - 美術 - Teeratan Tanatsuttiroj(Perb) - 製片公司 - UMOON Productions - 執行製作 - Thomas Menard - 製片 - Chaowat Nittayasut(Pure) - 聯合出品 - Pattarin Chaisupasakul |

名單來源：Instagram、vimeo

| - 製作公司 - KEPLER LAB - 導演 - Vin Kim - 助導 - Kim Youngchan, Song Yujung - 執行製作 - Kim Seunghoon - 製片 - Shin Sojin | - 攝影 - Lim Jaebin - 燈光 - Choi Doosoo (DS LIGHT) - 美術 -Park Yoomi (VANART) - 3D & VFX - Chun Chanhyung (Studio Wet) - 2D動畫導演 - Lee Sunwoo - 動態圖形 - Aspyn, Liz |

名單來源：Instagram

| - 製作公司 - IRONTIGER_ - 導演 - CHEOLHO PARK (IRONTIGER_) - 副導 - HYEONGSEOK KWON - 製片 - NDP - 攝影 - SEOKHYUN KWON - 燈光 - BYUNGJU PARK | - 美術 -BANGJA - 動畫導演 - YIGYURAE - 動畫背景 - JUNHWIKANG - 影像剪輯 - HEEJAE KIM(Lead), CHANYONG EOM - 2D & 3D - COMMA - 3D - HUIJOONG LEE |

## 榜單成績
| 週榜單（2024年）               | 最高排名 |
| ------------------------------ | -------- |
| 美國（告示牌世界音樂專輯榜）   | 1        |
| 美國（告示牌二百大專輯榜）     | 25       |
| 美國（告示牌專輯暢銷榜）       | 2        |
| 英國（英國專輯下載榜）         | 52       |
| 瑞典（瑞典最熱榜）             | 20       |
| 日本（日本告示牌熱門專輯榜）   | 14       |
| 日本（Oricon公信榜專輯合算榜） | 3        |
| 日本（Oricon每週專輯榜）       | 4        |
| 韓國（Circle Chart專輯週榜）   | 2        |
| 台灣（KKBOX韓語專輯週榜）      | 1        |

| 月榜單（2024年）               | 最高排名 |
| ------------------------------ | -------- |
| 韓國（Circle Chart專輯榜）     | 4        |
| 日本（Oricon公信榜每月專輯榜） | 8        |

## 獲獎與提名
| 年份   | 屆數   | 頒獎典禮         | 獎項                 | 提名項目   | 結果 | 來源    |
| ------ | ------ | ---------------- | -------------------- | ---------- | ---- | ------- |
| 2024年 | 第26屆 | 2024年MAMA大獎   | 最佳年度專輯（大賞） | Armageddon | 提名 | [ 113 ] |
| 2024年 | 第16屆 | 2024年甜瓜音樂獎 | 年度專輯（大賞）     | Armageddon | 獲獎 | [ 114 ] |
| 2024年 | 第16屆 | 2024年甜瓜音樂獎 | Million Top 10       | Armageddon | 獲獎 | [ 115 ] |
| 2025年 | 第39屆 | 金唱片獎         | 年度專輯（大賞）     | Armageddon | 提名 | [ 116 ] |
| 2025年 | 第39屆 | 金唱片獎         | 專輯（本賞）         | Armageddon | 獲獎 | [ 116 ] |

## 銷售及認證
| 國家 | 排行榜       | 銷量             | 銷量      | 來源    |
| ---- | ------------ | ---------------- | --------- | ------- |
| 韓國 | Circle Chart | 2024             | 1,321,648 | [ 117 ] |
| 韓國 | Circle Chart | Armageddon (SMC) |           |         |
| 韓國 | Circle Chart | 2024             | 78,575    | [ 118 ] |
| 韓國 | Circle Chart | 總計：1,400,223  |           |         |

| 地區                                  | 认证 | 认证单位/销量 |
| ------------------------------------- | ---- | ------------- |
| 韓國（韓國音樂內容協會）              | 百万 | 1,000,000^    |
| *僅含認證的實際銷量 ^僅含認證的出貨量 |      |               |

## 發行歷史
| 發行地區 | 發行日期      | 發行形式          | 廠牌             |
| -------- | ------------- | ----------------- | ---------------- |
| 全球     | 2024年5月27日 | 數位下載 串流媒體 | SM娛樂 Kakao娛樂 |
| 韓國     | 2024年5月27日 | CD                | SM娛樂 Kakao娛樂 |
| 美國     | 2024年7月5日  | CD                | SM娛樂 維京音樂  |
| 韓國     | 2024年7月19日 | CD播放機          | SM娛樂 Kakao娛樂 |
| 韓國     | 2025年2月25日 | 黑膠唱片          | SM娛樂 Kakao娛樂 |